# Distretto di Khaki Jabbar
Il distretto di Khaki Jabbar è un distretto dell'Afghanistan appartenente alla provincia di Kabul. Viene stimata una popolazione di 13.900 abitanti (dato 2012-13).